# Héctor Caruso

Héctor Caruso (nacido el 18 de abril de 1927) es un exfutbolista argentino. Jugaba como mediocampista y su primer club fue Rosario Central.

## Carrera

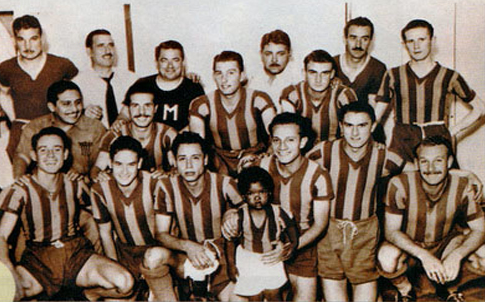
Rosario Central en 1948. Parados: Pedro Botazzi, Fermín Lecea (entrenador), Antonio Inveninato, Orlando Cuello, Obdulio Raneri, Héctor Caruso; hincados: Alberto Cazaubón, Víctor Hidalgo, Antonio Gauna, Alfredo La Spina, Eduardo L'Epíscopo, Esteban Gentile.

Desempeñándose como mediocampista, tuvo oportunidad de debutar en primera el 14 de noviembre de 1948, ante Racing Club, con triunfo canalla 6-2. Integró un equipo plagado de debutantes, ya que los futbolistas profesionales habían entrado en huelga. Fue mayormente un jugador de alternativa, aunque tuvo una participación importante en el retorno de Central a Primera División en 1951 (había perdido la categoría el año anterior), jugando 16 de los 30 encuentros del torneo. El Primera División 1952 lo tendría también con una buena participación, pero en las temporadas siguientes volvió a ser jugador de recambio.

### Estadísticas por torneo
| Campeonato            | PJ | Goles |
| --------------------- | -- | ----- |
| Primera División 1948 | 2  | 0     |
| Primera División 1949 | 1  | 0     |
| Primera División 1950 | 3  | 0     |
| Segunda División 1951 | 16 | 0     |
| Primera División 1952 | 13 | 0     |
| Primera División 1953 | 2  | 0     |
| Primera División 1954 | 4  | 0     |

## Clubes
| Club            | País      | Año       |
| --------------- | --------- | --------- |
| Rosario Central | Argentina | 1948-1954 |

## Palmarés
| Equipo          | País      | Título           | Año  |
| --------------- | --------- | ---------------- | ---- |
| Rosario Central | Argentina | Segunda División | 1951 |